# Big Park
Big Park, zuweilen auch als Village of Oak Creek bezeichnet, ist ein Census-designated place im Yavapai County im US-amerikanischen Bundesstaat Arizona. Das U.S. Census Bureau hat bei der Volkszählung 2020 eine Einwohnerzahl von 6.128 ermittelt.

## Geographie
Big Park liegt acht Kilometer südlich von Sedona. In einer Entfernung von rund 130 Kilometern befindet sich Prescott, der Verwaltungssitz (County Seat) des Yavapai County im Südwesten. Flagstaff ist rund 40 Kilometer in nördlicher Richtung entfernt. Mitten durch Big Park führt die Arizona State Route 179. Der Highway Interstate 17 verläuft etwa 10 Kilometer südöstlich der Stadt, getrennt durch eine Bergkette. Im Norden fließt der Oak Creek.

## Geschichte
Der Name der Stadt basiert auf der ursprünglich offenen, parkartigen Landschaft, die den Ort umgab. Anfang der 1960er Jahre wurde er als „Village of Oak Creek“ zu einem Touristenzentrum ausgebaut. Mehrere Hotels und Motels wurden errichtet, die auch als Unterkunft für Besucher des nahen Sedona dienen. Big Park ist ein idealer Ausgangspunkt für Touren zu den in der Nähe liegenden, aus rotem Felsgestein bestehenden Bergformationen und Härtlingen, beispielsweise zum 1468 Meter hohen Bell Rock, zum 1660 Meter hohen Courthouse Butte oder zum Cathedral Rock, der eine höchste Erhebung von 1500 Metern aufweist. Außerdem besteht die Gelegenheit für Exkursionen durch abwechslungsreiche Canyons bis in den Coconino National Forest.

## Galerie

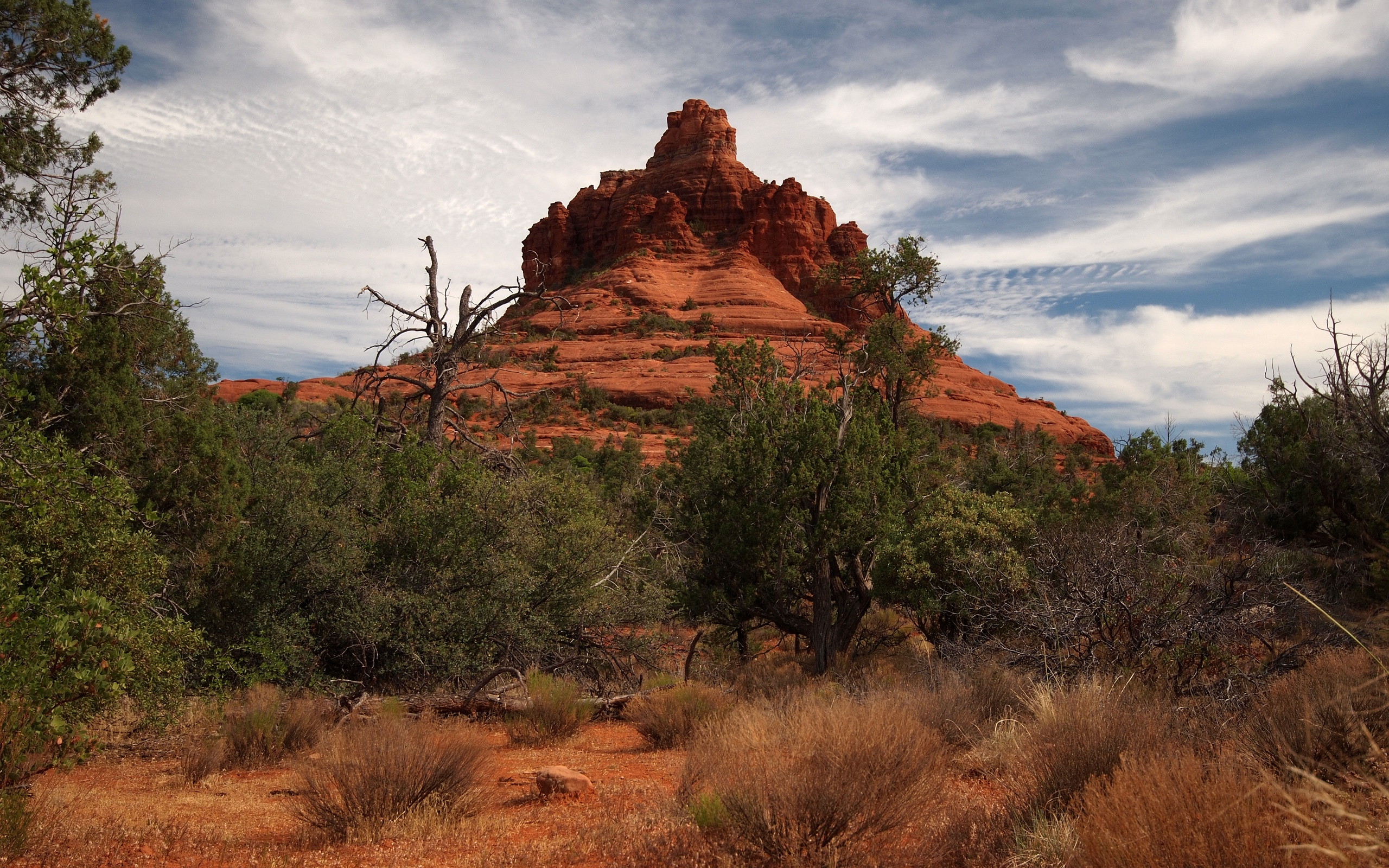
Bell Rock
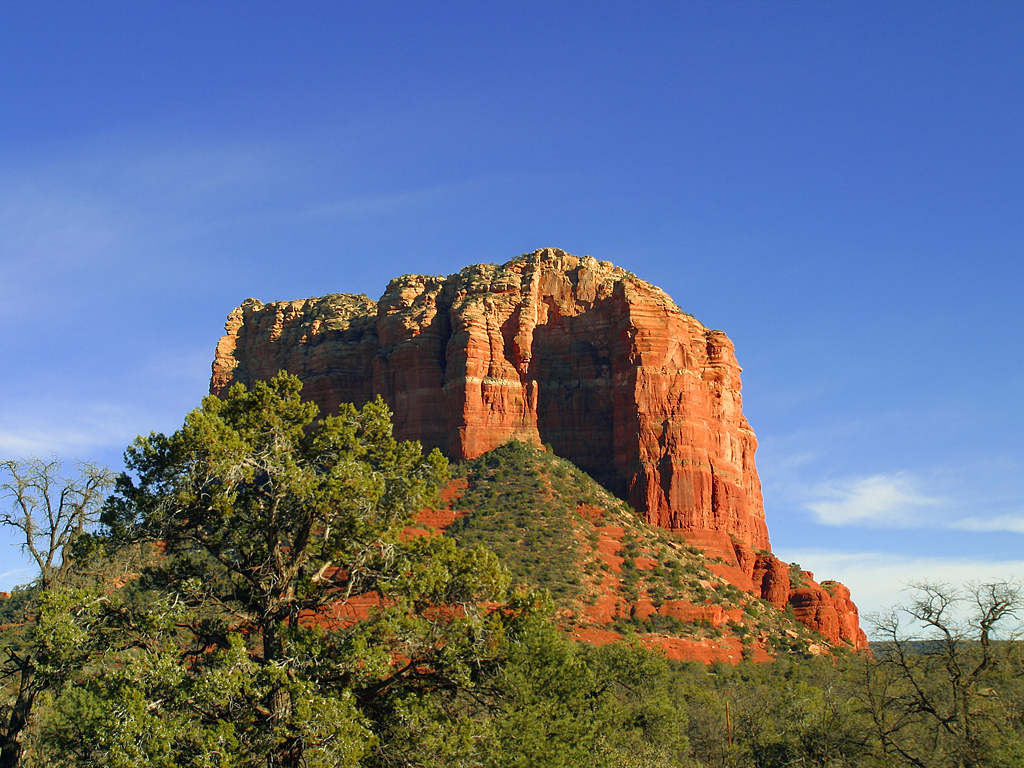
Courthouse Butte
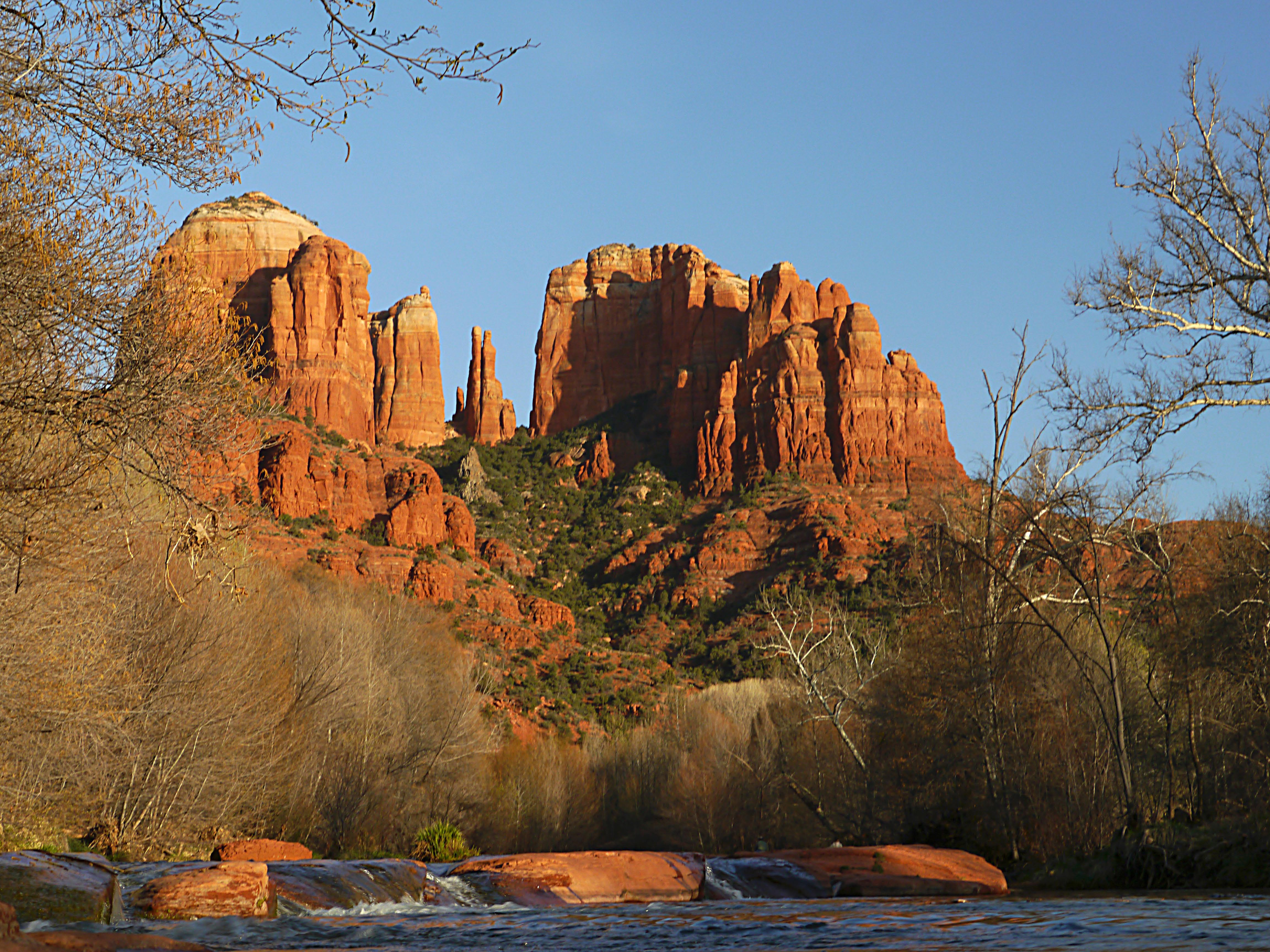
Cathedral Rock

## Demografische Daten
Im Jahre 2007 wurde eine Einwohnerzahl von 6584 Personen ermittelt. Das Durchschnittsalter der Bewohner lag im Jahre 2007 mit 55,5 Jahren sehr deutlich über dem Durchschnittswert von Arizona, der zum gleichen Zeitpunkt 34,2 Jahre betrug. Dies deutet darauf hin, dass Big Park wegen der günstigen klimatischen Bedingungen auch als Ruhesitz für Pensionäre zunehmend an Beliebtheit gewinnt.